# 緊急捜査!トラブルSOS
『緊急捜査!トラブルSOS〜最凶サギ師vs熱血弁護士徹底追跡SP〜』（きんきゅうそうさ!トラブルSOS さいきょうサギしvsねっけつべんごしてっていついせきスペシャル）は、フジテレビ系列で不定期に放送されているドキュメンタリー特別番組。

## 概要
2014年から2016年までに放送された「ハンゲキ」の事実上の後継・リニューアルと形になり、弁護士への依頼人（被害者）が悪徳業者・詐欺師の調査を依頼し、弁護士・依頼者と悪徳業者・詐欺師が直接対決する、他にも、専門家（弁護士）が悪徳業者・詐欺師の手口を取材する密着ドキュメント番組である。

## 放送時間
| 放送回 | 放送日                  | 放送時間      | 枠                             | 備考                                                                                    |  |
| ------ | ----------------------- | ------------- | ------------------------------ | --------------------------------------------------------------------------------------- |  |
| 第1回  | 2018年3月2日（金曜日）  | 19:00 - 21:49 | 『金曜プレミアム』枠で放送。   | 一部地域では19:57から、フジテレビからの裏送り短縮版を放送。                             |  |
| 第2回  | 2018年7月1日（日曜日）  | 19:57 - 21:54 | 『ニチファミ!』枠で放送。      | 一部地域では21:48飛び降り。                                                             |  |
| 第3回  | 2018年12月7日（金曜日） | 19:57 - 21:49 | 『金曜プレミアム』枠で放送。   | 一部地域では21:49飛び降り。                                                             |  |
| 第4回  | 2019年10月2日 (水曜日)  | 21:45 - 23:33 | （なし）                       | バレーボール中継で45分繰り下げ。 関東地区のみ21:39に『まもなくトラブルSOS』を別途放送。 |  |
| 第5回  | 2020年1月19日（日曜日） | 20:00 - 21:54 | 『日曜ファミリア』枠で放送。   | 一部地域では21:49飛び降り。                                                             |  |
| 第6回  | 2020年7月5日（日曜日）  | 20:00 - 21:54 | 『日曜ＴＨＥリアル』枠で放送。 | 一部地域では21:49飛び降り。                                                             |  |

## 放送内容
・2020年7月5日　日曜ＴＨＥリアル　　～結婚をエサに女性をダマす男は許さないSP〜
【結婚詐欺】結婚をちらつかせ600万円を借りた男の正体を暴け！
【職業詐欺】結婚を約束した幼なじみがなぜ？消えたパイロット男を緊急調査！
【ゲーム詐欺】逃亡3年･･･人気ゲーム機サギ師 警察出動までの密着30時間
【個人情報トラブル】恐怖！ネットに個人情報がさらされた
- 2020年1月19日　日曜ファミリア・緊急捜査！トラブルSOS〜サギ師vs最強弁護士　怒りの逆襲SP〜
  - 【金銭トラブル】大親友はウソつきラガーマン
  - 【ストーカートラブル】呪いのメールを送るストーカー女と対決
  - 【ヤミ金トラブル】違法な悪徳ヤミ金に巻き上げられたお金を取り戻せ！
  - 【悪徳金融】恐怖に震える被害者を救え　熱血オヤジ

- 2018年3月2日　金曜プレミアム・緊急捜査！トラブルSOS〜最凶サギ師vs熱血弁護士徹底追跡SP〜
  - 【男女間トラブル】暴言美女と見えっ張り男のトラブル！[1]
  - 【押し買い】高齢者を狙う押し買い業者の手口に迫る！[1]
  - 【押し売り】無免許業者のマンション押し売り営業！実態にカメラが迫る！
  - 【衝撃映像】防犯カメラが捉えた緊迫の現場！[1]
  - 【結婚詐欺】巧妙化する結婚詐欺の最前線にカメラが密着
  - 【特殊詐欺】特殊詐欺対策 最前線の街に行ってみた。
- 2018年7月1日　ニチファミ!・トラブルSOS最凶サギ師VS熱血弁護士徹底追跡SP

## スタッフ
第6回（2020年7月5日）放送
- ナレーター：服部潤、渡辺美佐
- 作家：中倉けんじ、外山信行、西秀進
- CAM：清原光彰
- VE：古賀公章
- AUD：加瀬正敏
- 美術：フジアール
- オフライン：山代温之
- 編集：東義則、平山裕之、国吉卓也
- MA：神山幸久
- 音効：温水義成
- CG：ＯＤＤＪＯＢ
- 技術協力：TSP
- 法律監修：大澤孝征 弁護士
- 協力：日本橋さくら法律事務所、へいわ総合法律事務所、グラディアトル法律事務所、レイ法律事務所、探偵社FUJIリサーチ、なのはな法律事務所、kumaSoftアプリ「ひとり会議」
- 広報：平井隆
- デスク：知久恵子
- AP：小林美保、山口優衣（第1回はAD）、飯田芽久
- コンプライアンスP：渡辺露子
- ディレクター：池内慶、酒井修平、細田和也、高木大輔、戸田直秀、由利仁
- プロデューサー：光瀬史郎
- 演出：村松秀昭
- 編成企画：安永英樹
- 企画制作：フジテレビ
- 制作著作：ViViA

### 過去のスタッフ
- CAM：橋本稔、谷哲也、鈴木克典、野田祐介、鈴木真也、
- VE：石塚英雄、木村雄
- AUD：笠原祥希（笠原→第2回）
- オフライン：高原淳
- 編集：岩崎慎一、鈴木勝臣、古木亮太、手塚貴幸
- MA：妻藤卓也、浜元瑞樹、兼清和寛、首藤英一郎
- 音効：星裕介
- タイトルロゴ：キャニットG
- 協力：クーリングオフ行政書士事務所、RCL探偵事務所、鈴木淳也総合法律事務所、赤瀬法律事務所、探偵事務所アイヴィ・サービス、総合探偵社よいルーム、S&M法律事務所、原一探偵事務所、株式会社ＮＫＰ、総合探偵社ガルエージェンシー、
- TK：松下絵里
- AD：根本大輝、油布萌子、横山美羽、高木大輔、新堀愛理、
- ディレクター：藤井隆之、宮本直樹、井上学、菊池暁、野村昌彦
- プロデューサー：阪本昭、岡部太司
- 編成企画：加藤達也